# Julio Terrazas Sandoval
Julio Terrazas Sandoval C.SS.R. (1936–2015) là một Hồng y người Bolivia của Giáo hội Công giáo Rôma. Ông từng đảm nhận vai trò Hồng y Đẳng Linh mục Nhà thờ S. Giovanni Battista de’ Rossi và Tổng giám mục đô thành Tổng giáo phận Santa Cruz de la Sierra trong suốt 22 năm, từ năm 1991 đến năm 2013.
Vốn là một giáo sĩ trong vai trò lãnh đạo giáo hội địa phương, ông từng đảm trách nhiều vai trò khác nhau trước khi tiến đến trở thành Tổng giám mục đô thành Santa Cruz de la Sierra, như: giám mục Phụ tá Tổng giáo phận La Paz (1978–1982), giám mục chính tòa Giáo phận Oruro (1982–1991). Ngoài lãnh đạo các giáo phận được bổ nhiệm, ông còn đảm nhận vai trò quan trong tại Hội đồng giám mục quốc gia bằng việc giữ vị trí Chủ tịch Hội đồng Giám mục Bolivia (1985–1991; 1997–2012). Ông được vinh thăng Hồng y ngày 21 tháng 2 năm 2001, bởi Giáo hoàng Gioan Phaolô II.

## Tiểu sử
Hồng y Julio Terrazas Sandoval sinh ngày 7 tháng 3 năm 1936 tại Vallegrande, Bolivia. Ngày 2 tháng 2 năm 1957, chàng trai trẻ Sandoval gia nhập Dòng Chúa Cứu Thế. Sau quá trình tu học dài hạn tại các cơ sở chủng viện theo quy định của Giáo luật, ngày 29 tháng 7 năm 1962, Phó tế Sandoval, 25 tuổi, tiến đến việc được truyền chức linh mục. Cử hành nghi thức truyền chức cho tân linh mục là giám mục Bernardo Leonardo Fey Schneider, C.SS.R., giám mục phụ tá Giáo phận Potosí. Tân linh mục là thành viên linh mục đoàn Dòng Chúa Cứu Thế.
Sau 16 năm thi hành các công việc mục vụ với thẩm quyền và cương vị của một linh mục, ngày 15 tháng 4 năm 1978, Tòa Thánh loan tin Giáo hoàng đã quyết định tuyển chọn linh mục Julio Terrazas Sandoval, 42 tuổi, gia nhập Giám mục đoàn Công giáo Hoàn vũ, với vị trí được bổ nhiệm là giám mục Phụ tá Tổng giáo phận La Paz, danh nghĩa Giám mục Hiệu tòa Apisa Maius. Lễ tấn phong cho vị giám mục tân cử được tổ chức sau đó vào ngày 8 tháng 6 cùng năm, với phần nghi thức chính yếu được cử hành cách trọng thể bởi 3 giáo sĩ cấp cao, gồm chủ phong là Hồng y José Clemente Cardinal Maurer, C.SS.R., Tổng giám mục đô thành Tổng giáo phận Sucre; hai vị giáo sĩ còn lại, với vai trò phụ phong, gồm có Tổng giám mục Giuseppe Laigueglia, Sứ thần Tòa Thánh tại Bolivia và Tổng giám mục Jorge Manrique Hurtado, Tổng giám mục đô thành Tổng giáo phận La Paz. Tân giám mục chọn cho mình khẩu hiệu: MINISTER OMNIUM.
Sau gần 5 năm đảm nhận vai trò giám mục phụ tá, Tòa Thánh quyết đinh thuyên chuyển Giám mục Sandoval đến nhiệm sở mới, Giáo phận Oruro và bổ nhiệm giám mục này đảm nhiệm vị trí Giám mục chính tòa. Thông báo bổ nhiệm được công bố rộng rãi vào ngày 9 tháng 1 năm 1982 và tân giám mục đã đến nhận chức vị mới của mình sau đó vào ngày 25 tháng 3 cùng năm.
Sau 9 năm quản nhiệm Oruro, Giám mục Sandoval được Tòa Thánh thăng Tổng giám mục, qua việc bổ nhiệm giám mục này làm Tổng giám mục đô thành Tổng giáo phận Santa Cruz de la Sierra. Thông báo về việc bổ nhiệm này được công bố cách rộng rãi vào ngày 6 tháng 2 năm 1991. Tân Tổng giám mục đã đến cử hành các nghi thức nhận giáo phận sau đó vào ngày 14 tháng 4 cùng năm.
Bằng việc tổ chức công nghị Hồng y năm 2001 được cử hành chính thức vào ngày 21 tháng 2, Giáo hoàng Gioan Phaolô II quyết định vinh thăng Tổng giám mục Julio Terrazas Sandoval tước vị danh dự của Giáo hội Công giáo, Hồng y. Tân Hồng y thuộc Đẳng Hồng y Linh mục và Nhà thờ Hiệu tòa được chỉ định là Nhà thờ S. Giovanni Battista de’ Rossi. Ông đã đến nhà thờ hiệu tòa của mình và cử hành các nghi thức nhận nhiệm sở mới này sau đó vào ngày 20 tháng 5cùng năm.
Ngoài lãnh đạo các giáo phận được bổ nhiệm, ông còn đảm nhận vai trò quan trong tại Hội đồng giám mục quốc gia bằng việc giữ vị trí Chủ tịch Hội đồng Giám mục Bolivia trong hai giai đoạn, từ năm 1985 đến năm 1991 và từ năm 1997 đến tháng 12 năm 2012.
Ngày 25 tháng 5 năm 2013, Tòa Thánh chấp thuận đơn xin từ nhiệm của ông, vì lý do tuổi tác, theo Giáo luật. Ông qua đời ngày 9 tháng 12 năm 2015, thọ 79 tuổi.